# ГАЕС Естангенто
ГАЕС Естангенто (ісп. d'Estangento) — гідроелектростанція на північному сході Іспанії у сточищі річки Ель-Фламісель (права притока Ногера-Пальяреса, яка через Сегре та Ебро відноситься до басейну Балеарського моря), що дренує південний схил Піренеїв.
Біля витоків El Flamisell та її правої притоки Riu-de-Riquerna знаходиться цілий ряд цирків льодовикового походження, як то (з заходу на схід) Coma de Mig, Cogomella, Tort-Morto, Jous. Вони вміщують кілька десятків озер, з'єднаних між собою постійними та тимчасовими водотоками. Біля виходу з цирку Jous у першій половині 1910-х років звели невисоку греблю, яка дозволила утворити водосховище Estany Gento, необхідне для роботи розташованої нижче в долині El Flamisell дериваційної гідроелектростанції Cabdella. Ресурс із озерних цирків Coma de Mig та Cogomella спрямували по тунелю спочатку до озера Fosser, а потім далі на схід. Прийнявши через бічне відгалуження воду з цирку Tort-Morto, тунель виходить до Estany Gento, відкриваючись у нього водоспадом. Нарешті, менші тунелі забезпечили надійний зв'язок із Estany Gento розташованих поряд з озерами цирку Jous.

Схема водозбору Estany Gento

У середині 1980-х років описане вище сховище вирішили використати як верхній резервуар ГАЕС. На кілька сотень метрів нижче, де витікаючий з нього струмок Torrent d'Estany Gento зустрічається з Barranc-de-la-Lora (дренує цирк Tort-Morto) та водотоком від озера Fosser, облаштували водосховище Sallente об'ємом 5,4 млн м3. Останнє утримує кам'яно-накидна гребля з асфальтовим ядром висотою 89 метрів та довжиною 398 метрів, на спорудження якої пішло 1,5 млн м3 матеріалу.

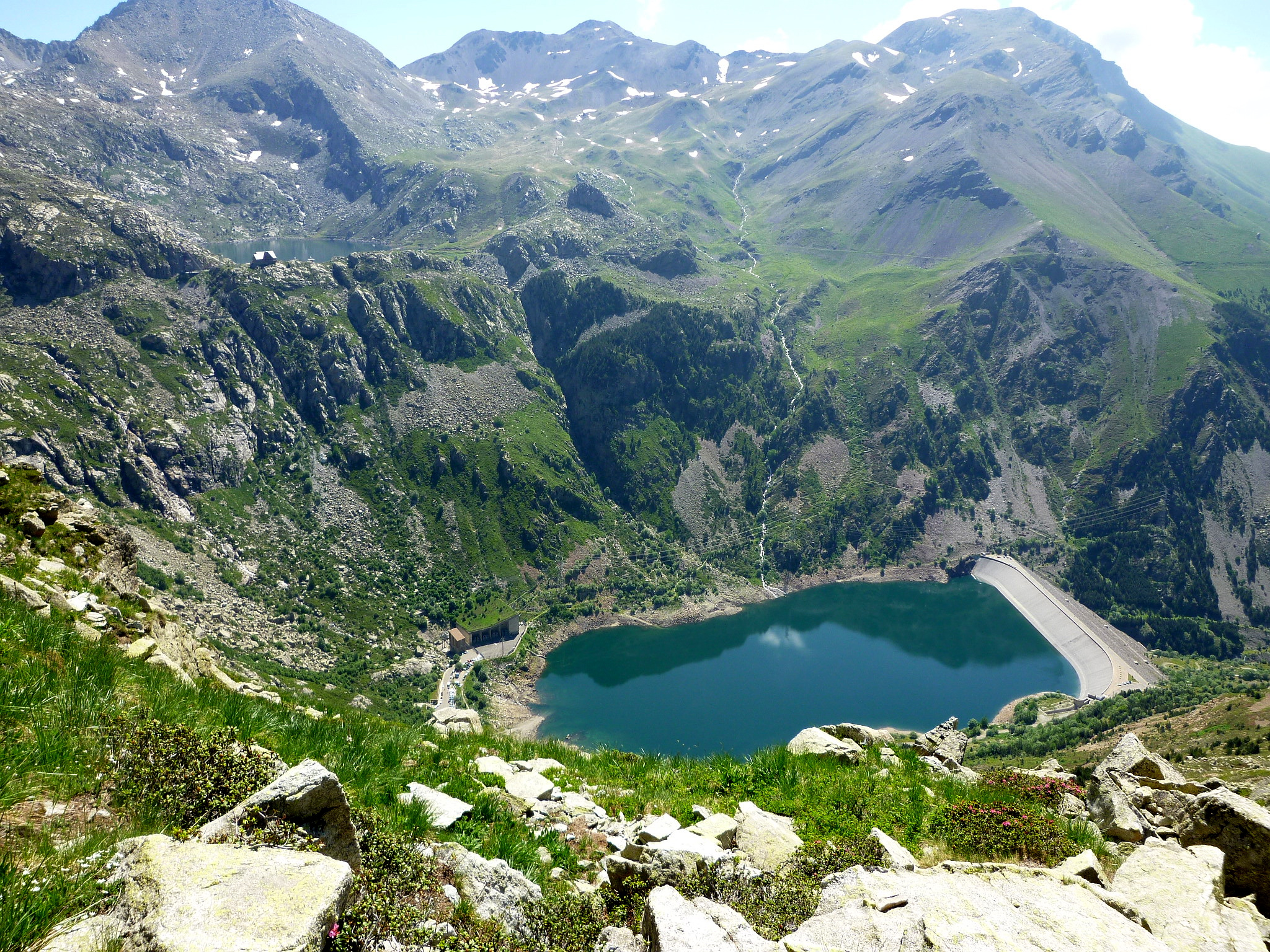
Нижній резервуар Sallente

Що стосується верхнього резервуару, то його об'єм довели до 3,2 млн м3 шляхом нарощування греблі. Тепер ця гравітаційна споруда при власному об'ємі 6 тис. м3 матеріалу має висоту 20 метрів та довжину 188 метрів.
Між резервуарами облаштували підземний машинний зал розміром 90х20 метрів та висотою 38 метрів, доступ до якого здійснюється через два тунелі довжиною 0,6 та 2,8 км. Останній знадобився для забезпечення роботи станції у зимовий період, коли товщина снігу в навколишніх горах може доходити до 4 метрів. Для перекачування води між сховищами споруджено чотири тунелі довжиною по 600 метрів та будівельним діаметром 4,2 метра.
Зал обладнаний чотирма оборотними гідроагрегатами загальною потужністю 446 МВт у турбінному та 468 МВТ у насосному режимах. Вони працюють при напорі у 380 метрів.
Зв'язок з енергосистемою відбувається по ЛЕП, що працює під напругою 400 кВ.